# Harpegnathos macgregori
Harpegnathos macgregori is een mierensoort uit de onderfamilie van de Ponerinae. De wetenschappelijke naam van de soort is voor het eerst geldig gepubliceerd in 1925 door Wheeler, W.M. & Chapman.